# Bán Ferenc (író)
Bán Ferenc, 1923-ig Baumann Ferenc (Budapest, 1885. július 4. – Budapest, 1938. május 7.) író, újságíró, műfordító.

## Élete
Baumann Károly József és Szőke Mária fia. 1906-tól a Független Magyarország, 1910-től Az Újság, a Tanácsköztársaság után a Szózat és az Új Nemzedék munkatársa. Magyarra fordította Knut Hamsun norvég író Pán című regényét.
Házastársa Kuszka Lídia Erzsébet Anna (1899–1938) festőművésznő volt, akit 1923. március 14-én Budapesten, a Ferencvárosban vett nőül.
A Farkasréti temetőben helyezték végső nyugalomra evangélikus szertartás szerint.
Arcképét lásd a Haáz Rezső Múzeum Tudományos Könyvtár, Székelyudvarhely, Románia gyűjteményében.

## Főbb művei
- Szerdától szombatig (regény, Nyugat, 1910)
- A tizenkettedik (elbeszélés, Budapest, 1912)
- A Gyilkos-tó románca (regény, Budapest, 1920)
- A szerelem hajnala (regény, Budapest, 1928)
- Elsüllyedt világ (versek, Budapest, 1929)